# AspectC++
AspectC++ — аспектно-орієнтоване розширення мови C++. Програма, що написана на C++ залишається валідною програмою на AspectC++. За синтаксисом та семантикою схожа на AspectJ. Існує вільний транслятор на мову C++.

## Приклад
```
aspect
 
Tracer

{
 

   
advice
 
call
(
"% %Iter::Reset(...)"
)
 
:
 
before
()

   
{

      
cerr
 
<<
 
"about to call Iter::Reset for "
 
<<
 
JoinPoint
::
signature
()
 
<<
 
endl
;

   
}

};

```

Tracer виведе повідомлення перед кожним викликом Reset для класів, що закінчуються на Iter .